# Alan Douglas
Alan Douglas Rubenstein (* 20. Juli 1931 in Boston, Massachusetts; † 7. Juni 2014 in Paris, Frankreich) war ein US-amerikanischer Musikproduzent und Tontechniker, der zunächst einige wichtige Jazzalben aufnahm, bevor er Jimi Hendrix und andere Rockmusiker produzierte.

## Leben und Wirken
Douglas versuchte sich bereits in seiner Geburtsstadt als Plattenproduzent und gründete dort Mitte der 1950er Jahre das Label Duchess Records, das aber wirtschaftlich nicht erfolgreich war.  Er ging dann nach New York City, wo ihm Phil Ramone Zugang zu seinen Studios verschaffte. Ende der 1950er Jahre arbeitete er für Nicole Barclay und produzierte für deren Barclay Records das Eddie Barclay Orchestra. Auch beabsichtigte er, Aufnahmen mit Billie Holiday zu machen (konnte das aufgrund des Todes der Sängerin aber nicht mehr realisieren).

### United Artists
Mit Empfehlung von Nicole Barclay holte ihn 1960 United Artists, um für das Label ein Jazzrepertoire zu entwickeln. Er produzierte Alben mit Art Blakey, Kenny Dorham, Vi Redd, Herbie Mann und Jackie McLean; auch schlug er vor, im Studio in ungewohnten Kombinationen zusammenzuspielen, was es auch erlaubte, Musiker zuzuziehen, die bei anderen Labels unter Vertrag standen. So produzierte er mit Bill Evans und Jim Hall das Album Undercurrent, mit Duke Ellington, Charles Mingus und Max Roach das Album Money Jungle. Diese Produzententätigkeit für United Artists endete mit dem desaströsen Townhall-Concert von Mingus. 1963 nahm er mit Eric Dolphy die Alben Conversations und Iron Man auf; das erstgenannte Album veröffentlichte Douglas auf seinen FM Records, das von 1964 bis zum Bankrott des Labels 1965 existierte. 
In den Folgejahren stellte er aus dem Nachlass von Lenny Bruce das Buch The Essential Lenny Bruce zusammen, das sich gut verkaufte.

### Douglas Records
Ende der 1960er Jahre produzierte er Sprechplatten von Allen Ginsberg, Timothy Leary und Malcolm X ebenso wie The Last Poets für sein eigenes Label Douglas Records. Zu einigen dieser Aufnahmen zog er Jimi Hendrix und Buddy Miles heran, beispielsweise für Timothy Learys Wahlkampfplatte You Can Be Anyone This Time Around. Douglas plante auch ein Album mit Hendrix, Miles Davis und Tony Williams; es kam jedoch aufgrund der (in letzter Minute erhobenen) Gagenforderungen von Davis und Williams nicht zustande. Auch brachte er Gil Evans mit Hendrix zusammen;  das beabsichtigte Album The Gil Evans Orchestra Plays the Music of Jimi Hendrix entstand erst postum.  Nach Hendrix’ Tod verfügte Douglas lange über dessen musikalischen Nachlass (500 Stunden Aufnahmen) und stellte daraus mehrere Alben zusammen, wobei er das Material auch bearbeitete. Anfang der 1970er Jahre veröffentlichte er zwei Alben John McLaughlins, wobei er nach Angaben des Gitarristen Devotion eigenmächtig abmischte und für My Goal's Beyond nur ungenügend zahlte. Auch produzierte er S Club 7, Queen und Echo & the Bunnymen, und war später auch für Aufnahmen von Bill Laswell, Eric Clapton und Geri Allens Three Pianos for Jimi verantwortlich.
Alan Douglas starb im Alter von 82 Jahren in seinem Haus infolge eines Sturzes.

## Produktionen

### Platten
- 1956 Art Blakey & the Jazz Messengers: Originally (Columbia Records, 1982)
- 1962 Art Blakey & the Jazz Messengers: Three Blind Mice (United Artists Records)
- 1963 Duke Ellington with Charles Mingus and Max Roach: Money Jungle (United Artists Records)
- 1967 Jimi Hendrix Experience: Radio One (Rykodisc, 1988)
- 1969 Jimi Hendrix: Woodstock (Polydor, 1994)
- 1970 Timothy Leary: You Can Be Anyone This Time Around (Douglas Records/Rykodisc)
- 1995 Jimi Hendrix: Voodoo Soup (MCA)
- 1997 Jimi Hendrix: First Rays of the New Rising Sun (MCA)

### Bücher
- The Essential Lenny Bruce, Douglas Books, 1969.
- Jimi Hendrix: Starting at Zero, Bloomsbury USA, 2013.